# 古德蘭 (密蘇里州諾克斯縣)
古德蘭（英語：Goodland）是位於美國密蘇里州諾克斯縣的非建制地區。

## 歷史
古德蘭的郵局於1854年設立，其後於1873年停運。

## 地理
古德蘭所處的海拔為高於海平面257米（即843英呎），而該地所採用的時區為UTC-6，即北美中部時區（CST）。同時該地設有夏令時間，為UTC-6調快一小時，即UTC-5（CDT）。